# Садаракский район
Садаракский район (азерб. Sədərək rayonu) — район в составе Нахичеванской автономной республики Азербайджана. Административный центр — посёлок Гейдарабад.

## История
Археологические памятники, обнаруженные на территории района датируются IV тысячелетием до нашей эры.
В письменных источниках, датирующихся XI веком, Садарак упоминается как султанатство.
Местность под названием Садарак упоминается в числе восьми подобластей Чухурсаадской области государства Аккоюнлу (1468—1503).
В годы правления Надир шаха Афшара (1736—1747) Садарак являлся одним из одиннадцати магалов страны.
В начале XVIII века Садарак, будучи частью Ереванской области, находился в составе Османской империи.

### В период Российской Империи
Территория нынешнего Садаракского района во второй половине XIX – начале XX веков входила в состав Эриванской губернии (1849—1917).

### Современный период
Садаракский район получил статус района, отделившись от Шарурского района 28 августа 1990 года. В состав района входит и эксклав на территории Армянской ССР (до 1990 г. Кярки), оккупированный с 1992 года и удерживаемый по сей день армией Армении.
Строительство в 1992 году моста «Умид» способствовало снятию блокады Нахичевани, установлению таможенного поста на границе с Турцией, а также проведению высоковольтной электрической сети из Турции в Садаракский район.

## География
Садаракский район на юго-западе граничит с Турцией (единственный участок границы между Турцией и Азербайджаном находится здесь, протяжённость — 11 км), на северо-западе — Арменией (24 км), на юго-востоке — Шарурским районом (27 км).
Площадь района составляет 163.74 км.
Территория района в основном состоит из равнин. Окружена горными массивами Уджубиз, Агдакан, Валидаг (1242 м) и Текгар.
Вдоль границы между Турцией и Садаракским районом протекает река Аракс (1072 км). По территории района протекает пересыхающая река Багырсак.
На территории района преобладает степной климат. Количество осадков в год составляет 265 мм. Средняя температура воздуха - 12.7°С.

## Административное устройство
В Садаракском районе действует 3 муниципалитета:
- Гейдарабадский посёлочный муниципалитет (9 членов)
- Садаракский сельский муниципалитет (11 членов)
- Гараагаджский сельский муниципалитет (9 членов)

## Население
В 2008 году численность населения составила 13 000 чел. В 2011 году — 14 000 чел.
На 2016 год численность населения составила 16 100 чел.
На 1 января 2022 года численность населения составила 22 733 чел.

## Экономика
Основными занятиями населения района являются сельское хозяйство, виноградарство, пшеноводство, выращивание фруктов и скотоводство.

## Достопримечательности
На территории района имеются следующие исторические памятники:
- Древнее поселение людей (энеолит и бронза) на юге Садарака
- Садаракское поселение (средневековье) на левом берегу реки Аракс
- Садаракская крепость (конец эпохи бронзы — начало железного века) на вершине горы Вали на юго-востоке Садарака
- Садаракская пещера (бронза)
- «Див хоран»
- Поселение «Гырмызы тера» (средневековье) на северо-востоке от села Садарак
- Садаракская мечеть ( XVIII — XIX век)
- Кладбище (II тысячелетие) на юго-западе села Карки
- Курган «Чападжаг» на горе Вали
- Храм «Аг оглан»
- Пещера Эджехан (III — VIII век)[9]

Помимо вышеуказанных памятников, имеется комплекс в честь погибших во время Великой Отечественной войны (1941—1945) и шехидов Карабахской войны.